# Тизенгаузен, Евгений Богданович
Барон Евгений Богданович Тизенга́узен (нем. Eugen Georg Karl Gotthard Freiherr von Tiesenhausen; 1817— 1875) — морской инженер, строитель Кронштадтских доков, генерал-лейтенант.

## Биография
Происходил из остзейского рода Тизенгаузенов. Отец — Богдан Карлович Тизенгаузен; мать — Анна (Иоганна Фредерика Антуанетта) (16.10.1779, Потсдам — 29.12.1847, Гродно), дочь генерал-майора И. И. Дибича.
В ноябре 1831 года поступил в Главное инженерное училище кондуктором; 1 января 1836 года произведен в полевые инженер-прапорщики, через год в подпоручики и ещё через год, по окончании полного курса наук в «верхнем» офицерском классе, повышен в поручики с назначением в инженерный корпус и оставлением при Главном инженерном училище для подготовки к преподаванию; в декабре 1839 года был назначен при том же училище, в офицерском классе, преподавателем строительного искусства.
В августе 1840 года командирован в распоряжение начальника 5-го пехотного корпуса генерал-лейтенанта Лидерса, в составе десантного отряда, снаряженного к берегам Босфора.
В 1844 году по поручению инженерного училища ездил за границу для обозрения крепостей Германии и Франции и для изучения новых данных в области строительного искусства.
В 1846 году получил звание инженер-капитана.
28 января 1847 года переведён в лейб-гвардии Сапёрный батальон, в виде особого отличия с тем же чином и с причислением к штабу генерал-инспектора по инженерной части в число адъютантов при его высочестве.
5 декабря 1849 года назначен для особых поручений по морской строительной части к начальнику главного морского штаба, а два года спустя произведен в полковники с переводом в инженеры морской строительной части.
Лето 1858 года Тизенгаузен провел в Архангельске за изучением и изысканием средств по углублению бара Северной Двины и предупреждению заносов впереди тамошнего адмиралтейства.
В 1854 году он совершил поездку по Западной Европе, побывал в Голландии, Бельгии, Франции, Италии, Германии и Англии для изучения разных работ по гидротехнической части, и по возвращении был назначен для особых поручений по морскому министерству.
В июле 1855 года назначен членом комитета по вооружению кронштадтских укреплений и заведовал оборонительными работами фортов.
Почти весь следующий 1856 год провел в Астрахани, командированный туда для выяснения мер по упорядочению канала при Астраханском порте и для постройки самоосвещающегося маяка на острове Святом в Каспийском море, а по возвращении назначен помощником строителя всех кронштадтских укреплений.
В августе 1857 года прикомандирован к морскому министру для особых поручений, в марте 1858 года ездил депутатом от России в состав международной технической комиссии, заседавшей в Париже, для обсуждения вопроса об урегулировании пароходства по Дунаю.
Летом 1859 года работал по исследованию бара главного невского фарватера и как член комитета по сооружению гавани при Петровском укреплении у Каспийского моря. За успешное исполнение этих работ Тизенгаузен был произведен в генерал-майоры (8 сентября 1859 года).
В 1860 году назначен производителем работ по углублению бара главного невского фарватера грунтовыми минами и членом строительного отделения морского технического комитета. В следующем году ездил в Германию с целью заказа машин для возведения доков в Кронштадте и по возвращении назначен строителем этих доков.
В 1863 году составил проект броненосной лодки с подводным минным тараном. Испытанная особою комиссией лодка найдена пригодною.
1 января 1868 года произведен в инженер-генерал-лейтенанты и пожалован денежною наградою за оборудование красносельских дворцов водопроводом; ездил в Виндаву и Либаву для осмотра портов и выбора направления к ним будущей железной дороги. Был представителем от России при открытии Суэцкого канала в 1869 году.
В апреле 1870 года назначен председателем строительного отделения морского технического комитета и в том же году наблюдал за строением порта в Поти, потом работал в качестве члена комиссии по составлению проекта морского канала между Кронштадтом и устьем Невы.
Под его ближайшим руководством в 1873 году был построен в Николаеве памятник адмиралу Грейгу.
В 1874 году ездил в Англию заказывать водоотливные машины для новых кронштадтских доков и по приезде оттуда назначен членом адмиралтейств-совета.
В должности строителя кронштадтских доков оставался до самой смерти.
Высшими наградами имел ордена Владимира 2-й степени и Белого Орла, а на Венской всемирной выставке 1873 году удостоен медалью «За преуспеяние» в мореходном деле.

## Статьи
Напечатаны в «Морском сборнике»:
- «Об опытах подводных грунтовых взрывов, произведенных в устье Невы весною 1853 г.» (1853),
- «О способах, употребляемых в Нидерландах для предохранения крутостей речных дамб от размывания и для искусственного наращивания берегов» (1855),
- «Польза песчаных оснований под каменными строениями»
- «О колебаниях горизонта Каспийского моря на устьях Волги» (1858).

## Семья
Состоял в браке дважды. Первая жена — Мария Фельдман, русская дворянка, предположительно дочь инженер-генерала А.И. Фельдмана, умерла в 1854 году, после чего, в 1857, Евгений Богданович женился на её сестре Екатерине.
От второго брака имел двух сыновей, Александра (1858—1909) и Евгения (1860—1920), и три дочери: Марию (1861—1890), Екатерину (1863—1940) и Констанцию (1865—1948).
Владел имением Смердовицы, в котором, гостивший здесь летом 1896 года, Н. А. Римский-Корсаков начал писать оперу «Садко».